# Lý thuyết phạm trù

Giản đồ biểu diễn một phạm trù với các đối tượng X, Y, Z và các cấu xạ f, g, g ∘ f. (Ba cấu xạ đồng nhất 1 _{X}, 1 _{Y} và 1 _{Z}, nếu được trình bày rõ ràng, sẽ xuất hiện dưới dạng ba mũi tên vòng tròn, từ các chữ X, Y và Z tương ứng.)

Lý thuyết phạm trù  mô hình hóa các cấu trúc toán học và các khái niệm tương ứng theo các giản đồ được định hướng có nhãn gọi là một phạm trù, có các nút được gọi là các đối tượng (hay vật) và các cạnh được gọi là mũi tên (hoặc cấu xạ).  Một phạm trù có hai thuộc tính cơ bản: phép hợp các cấu xạ có tính kết hợp và sự tồn tại của cấu xạ đồng nhất cho mỗi đối tượng.  Ngôn ngữ của lý thuyết phạm trù đã được sử dụng để mô tả các khái niệm trừu tượng như tập hợp, vành và nhóm.  Một cách không chính thức, lý thuyết phạm trù mô tả các ánh xạ (mỗi cấu xạ thường được hiểu như một ánh xạ giữa hai vật thể).
Một số thuật ngữ được sử dụng trong lý thuyết phạm trù, bao gồm thuật ngữ "cấu xạ", được sử dụng khác với cách sử dụng của chúng trong phần còn lại của toán học.  Trong lý thuyết phạm trù, các cấu xạ tuân theo các điều kiện cụ thể đối với chính lý thuyết phạm trù.
Samuel Eilenberg và Saunders Mac Lane giới thiệu các khái niệm về phạm trù, hàm tử, và phép biến đổi tự nhiên trong nghiên cứu của họ về tô-pô đại số thời gian từ 1942-1945, với mục tiêu tìm hiểu các quá trình bảo toàn cấu trúc toán học.
Lý thuyết phạm trù có các ứng dụng thực tế trong lý thuyết ngôn ngữ lập trình, ví dụ việc sử dụng các đơn nguyên trong lập trình chức năng.  Nó cũng có thể được sử dụng như một nền tảng tiên đề cho toán học, như là một thay thế cho lý thuyết tập hợp và các nền tảng đề xuất khác.

## Các khái niệm cơ bản
Phạm trù là một sự trừu tượng hóa các khái niệm toán học khác. Nhiều lĩnh vực toán học có thể được chính thức hóa bằng lý thuyết phạm trù như là các phạm trù.  Do đó lý thuyết phạm trù sử dụng sự trừu tượng để phát biểu và chứng minh nhiều kết quả toán học phức tạp và tinh tế trong các lĩnh vực này một cách đơn giản hơn nhiều.
Một ví dụ cơ bản của một phạm trù là phạm trù các tập hợp, trong đó các đối tượng là các tập hợp và các cấu xạ là các hàm từ tập hợp này sang tập hợp khác.  Tuy nhiên, các đối tượng của một phạm trù không nhất thiết phải là các tập hợp và các cấu xạ cũng không nhất thiết phải là các hàm.  Bất kỳ cách nào để hình thức hóa một khái niệm toán học sao cho nó đáp ứng các điều kiện cơ bản về hành vi của các đối tượng và cấu xạ đều là một phạm trù hợp lệ và tất cả các kết quả của lý thuyết phạm trù đều áp dụng cho nó.
"Cấu xạ" của lý thuyết phạm trù thường được cho là đại diện cho một quá trình kết nối hai đối tượng, hoặc trong nhiều trường hợp, một phép biến đổi "bảo toàn cấu trúc" kết nối hai đối tượng.  Tuy nhiên, có nhiều ứng dụng trong đó các khái niệm trừu tượng hơn nhiều được đại diện bởi các đối tượng và cấu xạ.  Thuộc tính quan trọng nhất của các cấu xạ là chúng có thể được "kết hợp", nói cách khác, được sắp xếp theo thứ tự để tạo thành một cấu xạ mới.